# Parafia Ofiarowania Pańskiego w Łodzi
Parafia greckokatolicka pw. Ofiarowania Pańskiego w Łodzi – parafia greckokatolicka w Łodzi. Parafia należy do archieparchii przemysko-warszawskiej i znajduje się na terenie dekanatu (protoprezbiteratu) warszawsko-łódzkiego.

## Historia parafii
Parafia funkcjonuje od 23 stycznia 2003 roku. Księgi metrykalne są prowadzone od roku 2003.

## Świątynia parafialna
Parafia nie posiada własnej świątyni. Nabożeństwa odbywają się w kaplicy św. Krzysztofa w kościele Najświętszego Imienia Jezus, dawnym kościele luterańskim św. Jana, będącym również siedzibą parafii rzymskokatolskiej ojców Jezuitów, położonym przy ul. Sienkiewicza 60.